# Захумско-херцеговинска и Приморска епархия
Захумско-херцеговинската и Приморска епархия е епархия на Сръбската православна църква на територията на Босна и Херцеговина със седалище в Мостар. Правоприемник е на старата хумска епархия, датираща още от създаването на първата сръбска архиепископия. Тя е една от първите епархии в изконно сръбските земи и може би най-важната, редом с дабърската – с оглед изпълното православно християнизиране на сърбите и земите им, каквато цел си е поставил св. Сава Сръбски с учредяването на архиепископията с център Жича през 1219 г. Сава като млад принц е изпратен да управлява Хум, т.е. областта съвпадаща с диоцеза на тази епархия.
Захумско-херцеговинската и Приморска епархия е трета в диптиха на Сръбската православна църква – патриаршия. В историята диоцезът на тази сръбска епархия носи имената Захумлие, Хумска земя, Хум, и в крайна сметка – Херцеговина. През втората половишна на XV века термина Хумска земя започва да не се употребява за сметка на новото означение на териториите под властта на херцога на Св. Сава — Стефан Вукчич Косача — Херцеговина.
Хумската епархия носи тежестта за приобщаването към православието на старосръбските области Травуния (на Требине), Захумлие и Пагания или областта около Неретва — Неретвянската област. Според различни сведения сърбите приемат християнството от 7-ми до 9-ти век и накрая всички са приобщени благодарение евангелското дело на светите славянски седмочисленици Кирил и Методий и техните ученици Климент, Наум, Ангелари, Сава и Горазд. До актовете и делото на свети Сава сърбите са причислени към съществуващите епископии в Приморието, Зета и Рашка. В Сръбското приморие са основани Хумската епископия през 1219 г. със седалище в манастира на Богородица в Стон и Зетската епархия със седалище на Превлака в Которския залив. Първият епископ на Хум е Иларион, следван от Сава II (до 1264 г.), Евстатий (около 1300 г.), Йован (около 1305 г.) и Данило (1316-1324 г.), наследен от Стефан, след който диоцезът с епископията влизат в състава на Босненската бановина и Кралство Босна. Крал Твъртко I приема кралска титла с корона над гроба с мощите на св. Сава в Милешева на 26 октомври 1377 г., Димитровден, откогато седалището на епископа за Хум и Босна става манастирът Милешева. Преди падането на Херцеговина под османска власт са известни двама епископи от Хум, резидиращи в Милешева. Първият е този който коронясва коронясва Твъртко I в Милешева, а вторият е Давид, който се споменава през 1466 и 1471 г. След падането на Херцеговина седалището на епархията се мести и накрая се установява в манастира Твърдош близо до Требине. От това време са известни имената на следните захумско-херцеговски епископи: Йован (1508-1513) и Висарион - възстановители на манастира Твърдош (1508), Марко (1524), Максим (1532), Никанор (1546), Антоний (1570), Саватий (1573—1585), Висарион II (1592), Силвестър (1602) и Леонтий (1605—1611). След това епархията е разделена на две: Требинска и Милешевска, като последната по-често се нарича Полхерцеговинска или Петровска по името на манастира Свети Петър на Лим, където е била базирана и в миналото, след като католиците прогонват православните от Богородица Стонска. След като турците обръщат през втората половина на 17-ти Петровия манастира в Биело поле в джамия, а седалището на епархия се мести към Тара и оттам в Никшич, стария Оногощ, обединена с Будимлянско-Полимската епархия. Най-известният архиепископ от това време е св. Василий Острожки. След разрушаването на манастира Твърдош епископското седалище е преместено в манастира Дужи, а със закриването на Печката патриаршия (1766 г.), откогато епархията преминава под властта на Константинополската патриаршия, седалище на епархията е Мостар. 
Берлинският договор с анексията на Босна и Херцеговина бележат нов период в историята на епархията, т.к. тя е разделена под властта на три държави: Австро-Унгария, Княжество Черна гора и Османската империя, като през 1878 г. е създадена нова Захумско-Рашка епархия. Едва след Първата световна война, със създаването на Сръбска патриаршия, старата хумска епархия обединява отново диоцеза си под една държавна власт в рамките на Кралството на сърби, хървати и словенци. По време на Втората световна война епархията търпи значими щети – една църква е разрушена до основи, а 18 са повредени. Пет енорийски къщи са разрушени и още четири – повредени. Унищожени са 12 църковни библиотеки и 21 църковни архива. Във Войната в Босна и Херцеговина (1991-1995 г.) Захумско-Херцеговинската епархия е една от най-пострадалите — 36 църкви са разрушени, 28 църкви са значително повредени, 12 енорийски къщи са разрушени, а 2 са повредени. Епископската резиденция в Мостар и епископската къща в Дубровник също са разрушени. Разрушена е и старата църква „Рождество на Пресвета Богородица“ от 16 век на сръбските гробища в Мостар. Миниран е епископският дворец от 19 век, като през септември 1996 г. е хвърлено взривно устройство в единствения православен храм в Дубровник, в диоцеза на епархията. Собствено адриатическото крайбрежие покрай диоцеза на епархията никога не е влизало в състава ѝ исторически до 1920 г., като било част от Дубровнишката република и Далмация, в които се изповядва католицизъм. 